# Segunda Categoría de Ecuador 2013
La Segunda Categoría 2013 fue la edición n.º 40 de la tercera división del fútbol ecuatoriano, este torneo es el tercer escalafón en la pirámide del Fútbol Ecuatoriano por detrás de la Serie A y Serie B.
El torneo se celebra de manera anual desde 1967, cabe recalcar que en 1967, se denominó Segunda División Ecuatoriana de Fútbol ya que aún no se formaba la Serie B en los años 67-70, en los años 68-74, se jugó los campeonatos provinciales tras la desaparición de la Segunda División Ecuatoriana de Fútbol y en los años 73 y 83-88 se desarrolló como el segundo nivel de fútbol ecuatoriano tras la suspensión de la Serie B.
El torneo comprende de tres fases y una final.
El primer semestre del año se juega los campeonatos provinciales, y en segundo semestre la fase regional y la fase nacional más en diciembre la final del torneo.

## Sistema de campeonato
Zonal provincial (primera fase)
La primera fase estuvo formada por los campeonatos provinciales organizados por cada asociación de Fútbol (21 para el torneo 2013), los campeones y vicecampeones clasificaron al zonal regional. Por lo tanto jugaron la segunda fase divididos en cuatro zonas, en la zona 1 tendremos dos hexagonales y pentagonales en las zonas 2, 3, 4. La segunda fase arrancó el 2 de agosto.
Zonal regional (segunda fase)
- La Zona 1 estuvo integrada por los equipos de las provincias de: Pichincha, Imbabura, Cotopaxi, Tungurahua, Chimborazo y Bolívar.
- La Zona 2 estuvo integrada por los equipos de las provincias de: Orellana, Sucumbíos, Pastaza, Morona Santiago y Napo.
- La Zona 3 estuvo integrada por los equipos de las provincias de: Azuay, Loja, Cañar, El Oro y Guayas.
- La Zona 4 estuvo integrada por los equipos de las provincias de: Esmeraldas, Manabí, Santo Domingo de los Tsáchilas, Los Ríos y Santa Elena.

Cada zona estuvo dividida en 2 grupos A y B, cada grupo contó con un representante de cada provincia sin repetirse en el mismo grupo dos equipos de la misma provincia y alternando un campeón y un subcampeón bajo sorteo previo
Zonal nacional (tercera fase)
La tercera fase se la jugó con 12 equipos, los cuales salieron de los ganadores de cada uno de los grupos de las zonas de la segunda fase (8 equipos) y se completó con la presencia de los 4 mejores segundos, por promedios.
A los 12 equipos clasificados, se los distribuyó en dos hexagonales bajo sorteo previo en sesión ordinaria de la Federación Ecuatoriana de Fútbol; en esta etapa no podían estar dos clubes de la misma provincia en el mismo grupo, como en el zonal regional. El primero de cada uno de los hexagonales, fueron los que se clasificaron a la primera categoría Serie B 2014 y disputaron una final de ida y vuelta, para determinar el campeón y vicecampeón de la Segunda Categoría 2013.

## Equipos clasificados
| Asociación                                                                            | Equipo                                 | Vía de clasificación |
| ------------------------------------------------------------------------------------- | -------------------------------------- | --- |
| Azuay 2 cupos                                                                         | Estrella Roja Tecni Club               | Campeón de la Segunda Categoría de Azuay 2013 Subcampeón de la Segunda Categoría de Azuay 2013                                                   |
| Bolívar 2 cupos                                                                       | Juventud Minera Primero de Mayo        | Campeón de la Segunda Categoría de Bolívar 2013 Subcampeón de la Segunda Categoría de Bolívar 2013                                               |
| Cañar 2 cupos                                                                         | Ciudadelas del Norte Cañar F. C.       | Campeón de la Segunda Categoría de Cañar 2013 Subcampeón de la Segunda Categoría de Cañar 2013                                                   |
| Chimborazo 2 cupos                                                                    | Newell's Old Boys Star Club            | Campeón de la Segunda Categoría de Chimborazo 2013 Subcampeón de la Segunda Categoría de Chimborazo 2013                                         |
| Cotopaxi 2 cupos                                                                      | Manchester F. C. LDE (La Maná)         | Campeón de la Segunda Categoría de Cotopaxi 2013 Subcampeón de la Segunda Categoría de Cotopaxi 2013                                             |
| El Oro 2 cupos                                                                        | Fuerza Amarilla Orense                 | Campeón de la Segunda Categoría de El Oro 2013 Subcampeón de la Segunda Categoría de El Oro 2013                                                 |
| [[Archivo:\|20x20px\|border\|Bandera de Esmeraldas]] Esmeraldas 2 cupos               | Rocafuerte Vargas Torres               | Campeón de la Segunda Categoría de Esmeraldas 2013 Subcampeón de la Segunda Categoría de Esmeraldas 2013                                         |
| Guayas 2 cupos                                                                        | Academia Alfaro Moreno Patria          | Campeón de la Segunda Categoría de Guayas 2013 Subcampeón de la Segunda Categoría de Guayas 2013                                                 |
| Imbabura 2 cupos                                                                      | Pilahuin Tío Teodoro Gómez de la Torre | Campeón de la Segunda Categoría de Imbabura 2013 Subcampeón de la Segunda Categoría de Imbabura 2013                                             |
| Loja 2 cupos                                                                          | Italia F. C. Ciudad de Loja            | Campeón de la Segunda Categoría de Loja 2013 Subcampeón de la Segunda Categoría de Loja 2013                                                     |
| Los Ríos 2 cupos                                                                      | Santa Rita Venecia                     | Campeón de la Segunda Categoría de Los Ríos 2013 Subcampeón de la Segunda Categoría de Los Ríos 2013                                             |
| Manabí 2 cupos                                                                        | Liga de Portoviejo Delfín              | Campeón de la Segunda Categoría de Manabí 2013 Subcampeón de la Segunda Categoría de Manabí 2013                                                 |
| Morona Santiago 2 cupos                                                               | Municipal Sucúa Deportivo Sucúa        | Campeón de la Segunda Categoría de Morona Santiago 2013 Subcampeón de la Segunda Categoría de Morona Santiago 2013                               |
| Napo 2 cupos                                                                          | Malta Shungo New Star                  | Campeón de la Segunda Categoría de Napo 2013 Subcampeón de la Segunda Categoría de Napo 2013                                                     |
| Orellana 2 cupos                                                                      | Anaconda F. C. Abuelos F. C.           | Campeón de la Segunda Categoría de Orellana 2013 Subcampeón de la Segunda Categoría de Orellana 2013                                             |
| Pastaza 2 cupos                                                                       | Cumandá Deportivo Puyo                 | Campeón de la Segunda Categoría de Pastaza 2013 Subcampeón de la Segunda Categoría de Pastaza 2013                                               |
| [[Archivo:\|20x20px\|border\|Bandera de Pichincha]] Pichincha 2 cupos                 | UIDE F. C. Clan Juvenil                | Campeón de la Segunda Categoría de Pichincha 2013 Subcampeón de la Segunda Categoría de Pichincha 2013                                           |
| [[Archivo:\|20x20px\|border\|Bandera de Santa Elena (provincia)]] Santa Elena 2 cupos | Carlos Borbor Reyes Duros del Balón    | Campeón de la Segunda Categoría de Santa Elena 2013 Subcampeón de la Segunda Categoría de Santa Elena 2013                                       |
| Santo Domingo de los Tsáchilas 2 cupos                                                | Águilas Colorados S. C.                | Campeón de la Segunda Categoría de Santo Domingo de los Tsáchilas 2013 Subcampeón de la Segunda Categoría de Santo Domingo de los Tsáchilas 2013 |
| Sucumbíos 2 cupos                                                                     | Chicos Malos Deportivo Oriental        | Campeón de la Segunda Categoría de Sucumbíos 2013 Subcampeón de la Segunda Categoría de Sucumbíos 2013                                           |
| Tungurahua 2 cupos                                                                    | Bolívar León Carr                      | Campeón de la Segunda Categoría de Tungurahua 2013 Subcampeón de la Segunda Categoría de Tungurahua 2013                                         |

## Zona 1
Los equipos de Pichincha, Imbabura, Cotopaxi, Tungurahua, Chimborazo y Bolívar.

### Clasificación

#### Grupo A
| Pos | Equipo                    | Pts | PJ | G | E | P | GF | GC | Dif |
| --- | ------------------------- | --- | -- | - | - | - | -- | -- | --- |
| 1º  | U.I.D.E.                  | 26  | 10 | 8 | 2 | 0 | 37 | 10 | +27 |
| 2°  | Juventud Minera           | 19  | 10 | 6 | 1 | 3 | 21 | 10 | +11 |
| 3º  | Teodoro Gómez de la Torre | 17  | 10 | 5 | 2 | 3 | 22 | 13 | +9  |
| 4°  | Star Club                 | 9   | 10 | 2 | 3 | 5 | 17 | 28 | -11 |
| 5°  | Bolívar                   | 7   | 10 | 2 | 1 | 7 | 14 | 30 | -16 |
| 6°  | L.D.E. La Maná            | 7   | 10 | 2 | 1 | 7 | 15 | 34 | -19 |

#### Grupo B
| Pos | Equipo            | Pts | PJ | G | E | P  | GF | GC | Dif |
| --- | ----------------- | --- | -- | - | - | -- | -- | -- | --- |
| 1º  | Pilahuin Tío      | 23  | 10 | 7 | 2 | 1  | 42 | 9  | +33 |
| 2º  | Clan Juvenil      | 22  | 10 | 7 | 1 | 2  | 36 | 9  | +27 |
| 4°  | León Carr         | 19  | 10 | 6 | 1 | 3  | 35 | 18 | +17 |
| 3°  | Newell's Old Boys | 17  | 10 | 5 | 2 | 3  | 37 | 10 | +27 |
| 5°  | 1.° de Mayo       | 6   | 10 | 2 | 0 | 8  | 22 | 57 | -35 |
| 6°  | Manchester F. C.  | 0   | 10 | 0 | 0 | 10 | 3  | 71 | -68 |

|  | Clasificado a los hexagonales finales                       |
|  | Clasificado a los hexagonales finales (4 mejores segundos). |

### Evolución de la clasificación

#### Grupo A
| Equipo / Jornada          | 01 | 02 | 03 | 04 | 05 | 06 | 07 | 08 | 09 | 10 |
| ------------------------- | -- | -- | -- | -- | -- | -- | -- | -- | -- | -- |
| U.I.D.E.                  | 1  | 1  | 1  | 1  | 1  | 1  | 1  | 1  | 1  | 1  |
| Juventud Minera           | 5  | 5  | 4  | 2  | 3  | 3  | 2  | 2  | 2  | 2  |
| Teodoro Gómez de la Torre | 4  | 2  | 3  | 4  | 2  | 2  | 3  | 3  | 3  | 3  |
| Star Club                 | 3  | 4  | 2  | 5  | 5  | 5  | 6  | 6  | 4  | 4  |
| Bolívar                   | 6  | 6  | 6  | 6  | 6  | 6  | 5  | 4  | 5  | 5  |
| L.D.E. La Maná            | 2  | 3  | 5  | 3  | 4  | 4  | 4  | 5  | 6  | 6  |

#### Grupo B
| Equipo / Jornada  | 01 | 02 | 03 | 04 | 05 | 06 | 07 | 08 | 09 | 10 |
| ----------------- | -- | -- | -- | -- | -- | -- | -- | -- | -- | -- |
| Pilahuin Tío      | 2  | 3  | 2  | 1  | 1  | 2  | 2  | 2  | 2  | 1  |
| Clan Juvenil      | 4  | 4  | 3  | 2  | 2  | 1  | 1  | 1  | 1  | 2  |
| León Carr         | 1  | 1  | 1  | 3  | 3  | 4  | 4  | 4  | 4  | 3  |
| Newell's Old Boys | 3  | 2  | 4  | 4  | 4  | 3  | 3  | 3  | 3  | 4  |
| 1.° de Mayo       | 6  | 6  | 6  | 6  | 5  | 5  | 5  | 5  | 5  | 5  |
| Manchester F. C.  | 5  | 5  | 5  | 5  | 6  | 6  | 6  | 6  | 6  | 6  |

### Resultados
|  | L.D.E. La Maná            | 2 - 1 | Juventud Minera |  | Carlos Alberto Tamayo | Salcedo  | 3 de agosto | 10:00 |
|  | U.I.D.E.                  | 6 - 2 | Bolívar         |  | UIDE                  | Quito    | 3 de agosto | 11:00 |
|  | Teodoro Gómez de la Torre | 1 - 1 | Star Club       |  | Olímpico (Ibarra)     | Ibarra   | 3 de agosto | 12:00 |
|  | Manchester                | 0 - 2 | Pilahuin Tío    |  | Carlos Alberto Tamayo | Salcedo  | 3 de agosto | 12:45 |
|  | Newell's Old Boys         | 1 - 0 | Clan Juvenil    |  | Olímpico (Riobamba)   | Riobamba | 4 de agosto | 12:00 |
|  | León Carr                 | 4 - 1 | 1.° de Mayo     |  | Ciudad de Pelileo     | Pelileo  | 4 de agosto | 16:15 |

|  | Star Club       | 3 - 3 | L.D.E. La Maná            |  | Olímpico (Riobamba)        | Riobamba  | 9 de agosto  | 13:00 |
|  | Manchester      | 1 - 3 | León Carr                 |  | Carlos Alberto Tamayo      | Salcedo   | 10 de agosto | 13:00 |
|  | Clan Juvenil    | 2 - 1 | Pilahuin Tío              |  | General Rumiñahui          | Sangolquí | 10 de agosto | 14:00 |
|  | Bolívar         | 0 - 3 | Teodoro Gómez de la Torre |  | Bellavista                 | Ambato    | 10 de agosto | 15:00 |
|  | Juventud Minera | 0 - 0 | U.I.D.E.                  |  | Liga Cantonal de Echeandía | Echeandía | 11 de agosto | 13:45 |
|  | 1.° de Mayo     | 0 - 2 | Newell's Old Boys         |  | Liga Cantonal de Echeandía | Echeandía | 11 de agosto | 16:00 |

|  | L.D.E. La Maná            | 0 - 5  | U.I.D.E.          |  | Carlos Alberto Tamayo | Salcedo   | 17 de agosto | 11:00 |
|  | Clan Juvenil              | 2 - 0  | Manchester        |  | General Rumiñahui     | Sangolquí | 17 de agosto | 14:00 |
|  | Teodoro Gómez de la Torre | 0 - 1  | Juventud Minera   |  | Olímpico (Ibarra)     | Ibarra    | 17 de agosto | 16:00 |
|  | Pilahuin Tío              | 17 - 0 | 1.° de Mayo       |  | Olímpico (Ibarra)     | Ibarra    | 18 de agosto | 11:00 |
|  | Bolívar                   | 1 - 4  | Star Club         |  | Bellavista            | Ambato    | 18 de agosto | 11:30 |
|  | León Carr                 | 3 - 1  | Newell's Old Boys |  | Ciudad de Pelileo     | Pelileo   | 18 de agosto | 16:15 |

|  | U.I.D.E.          | 2 - 2 | Teodoro Gómez de la Torre |  | UIDE                       | Quito     | 24 de agosto | 11:00 |
|  | Juventud Minera   | 6 - 0 | Star Club                 |  | Liga Cantonal de Echeandía | Echeandía | 24 de agosto | 13:00 |
|  | 1.° de Mayo       | 0 - 9 | Clan Juvenil              |  | Liga Cantonal de Echeandía | Echeandía | 24 de agosto | 15:00 |
|  | Newell's Old Boys | 3 - 0 | Manchester                |  | Olímpico (Riobamba)        | Riobamba  | 25 de agosto | 09:45 |
|  | L.D.E. La Maná    | 1 - 0 | Bolívar                   |  | Carlos Alberto Tamayo      | Salcedo   | 25 de agosto | 11:00 |
|  | Pilahuin Tío      | 2 - 1 | León Carr                 |  | Olímpico (Ibarra)          | Ibarra    | 25 de agosto | 11:00 |

|  | Bolívar                   | 4 - 2  | Juventud Minera |  | Bellavista            | Ambato   | 30 de agosto    | 11:30 |
|  | Newell's Old Boys         | 0 - 2  | Pilahuin Tío    |  | Yaruquíes             | Riobamba | 31 de agosto    | 15:00 |
|  | Teodoro Gómez de la Torre | 2 - 0  | L.D.E. La Maná  |  | Olímpico (Ibarra)     | Ibarra   | 31 de agosto    | 16:00 |
|  | Manchester                | 0 - 13 | 1.° de Mayo     |  | Carlos Alberto Tamayo | Salcedo  | 1 de septiembre | 12:30 |
|  | Star Club                 | 2 - 3  | U.I.D.E.        |  | Olímpico (Riobamba)   | Riobamba | 1 de septiembre | 15:00 |
|  | León Carr                 | 1 - 3  | Clan Juvenil    |  | Ciudad de Pelileo     | Pelileo  | 1 de septiembre | 16:15 |

|  | L.D.E. La Maná  | 3 - 4 | Teodoro Gómez de la Torre |  | Carlos Alberto Tamayo      | Salcedo   | 6 de septiembre | 11:00 |
|  | Clan Juvenil    | 6 - 2 | León Carr                 |  | General Rumiñahui          | Sangolquí | 6 de septiembre | 20:00 |
|  | U.I.D.E.        | 5 - 0 | Star Club                 |  | UIDE                       | Quito     | 7 de septiembre | 11:00 |
|  | Juventud Minera | 1 - 0 | Bolívar                   |  | Liga Cantonal de Echeandía | Echeandía | 7 de septiembre | 15:00 |
|  | Pilahuin Tío    | 1 - 1 | Newell's Old Boys         |  | Olímpico (Ibarra)          | Ibarra    | 8 de septiembre | 11:00 |
|  | 1.° de Mayo     | 4 - 2 | Manchester                |  | Liga Cantonal de Echeandía | Echeandía | 8 de septiembre | 15:00 |

|  | Star Club                 | 0 - 1  | Juventud Minera   |  | Olímpico (Riobamba)   | Riobamba  | 14 de septiembre | 10:00 |
|  | Clan Juvenil              | 5 - 0  | 1.° de Mayo       |  | General Rumiñahui     | Sangolquí | 14 de septiembre | 10:00 |
|  | Teodoro Gómez de la Torre | 0 - 1  | U.I.D.E.          |  | Olímpico (Ibarra)     | Ibarra    | 14 de septiembre | 11:00 |
|  | Bolívar                   | 3 - 0  | L.D.E. La Maná    |  | Bellavista            | Ambato    | 14 de septiembre | 11:00 |
|  | Manchester                | 0 - 25 | Newell's Old Boys |  | Carlos Alberto Tamayo | Salcedo   | 14 de septiembre | 12:00 |
|  | León Carr                 | 2 - 2  | Pilahuin Tío      |  | Ciudad de Pelileo     | Pelileo   | 15 de septiembre | 11:00 |

|  | U.I.D.E.          | 6 - 3 | L.D.E. La Maná            |  | UIDE                       | Quito     | 20 de septiembre | 11:00 |
|  | Newell's Old Boys | 1 - 2 | León Carr                 |  | Olímpico (Riobamba)        | Riobamba  | 21 de septiembre | 10:00 |
|  | Juventud Minera   | 2 - 0 | Teodoro Gómez de la Torre |  | Liga Cantonal de Echeandía | Echeandía | 21 de septiembre | 12:00 |
|  | Star Club         | 2 - 2 | Bolívar                   |  | Olímpico (Riobamba)        | Riobamba  | 22 de septiembre | 12:00 |
|  | 1.° de Mayo       | 0 - 8 | Pilahuin Tío              |  | Liga Cantonal de Echeandía | Echeandía | 22 de septiembre | 12:00 |
|  | Manchester        | 0 - 6 | Clan Juvenil              |  | Carlos Alberto Tamayo      | Salcedo   | 22 de septiembre | 12:30 |

|  | U.I.D.E.                  | 3 - 0  | Juventud Minera |  | UIDE                  | Quito    | 27 de septiembre | 11:00 |
|  | L.D.E. La Maná            | 2 - 3  | Star Club       |  | Carlos Alberto Tamayo | Salcedo  | 27 de septiembre | 15:00 |
|  | Teodoro Gómez de la Torre | 5 - 1  | Bolívar         |  | Olímpico (Ibarra)     | Ibarra   | 27 de septiembre | 16:00 |
|  | Newell's Old Boys         | 2 - 1  | 1.° de Mayo     |  | Yaruquíes             | Riobamba | 28 de noviembre  | 10:00 |
|  | Pilahuin Tío              | 3 - 2  | Clan Juvenil    |  | Olímpico (Ibarra)     | Ibarra   | 29 de septiembre | 11:00 |
|  | León Carr                 | 10 - 0 | Manchester      |  | Ciudad de Pelileo     | Pelileo  | 29 de septiembre | 14:00 |

|  | 1.° de Mayo     | 2 - 7 | León Carr                 |  | Liga Cantonal de Echeandía | Echeandía | 5 de octubre | 12:00 |
|  | Juventud Minera | 7 - 1 | L.D.E. La Maná            |  | Liga Cantonal de Echeandía | Echeandía | 5 de octubre | 15:00 |
|  | Bolívar         | 1 - 6 | U.I.D.E.                  |  | Bellavista                 | Ambato    | 5 de octubre | 15:00 |
|  | Star Club       | 2 - 5 | Teodoro Gómez de la Torre |  | Yaruquíes                  | Riobamba  | 5 de octubre | 15:00 |
|  | Pilahuin Tío    | 3 - 0 | Manchester                |  | Olímpico (Ibarra)          | Ibarra    | 5 de octubre | 15:00 |
|  | Clan Juvenil    | 1 - 1 | Newell's Old Boys         |  | General Rumiñahui          | Sangolquí | 5 de octubre | 15:00 |

## Zona 2
Los equipos de Orellana, Sucumbíos, Pastaza, Morona Santiago y Napo.

### Clasificación

#### Grupo A
| Pos | Equipo          | Pts | PJ | G | E | P | GF | GC | Dif |
| --- | --------------- | --- | -- | - | - | - | -- | -- | --- |
| 1.° | Municipal Sucúa | 19  | 8  | 6 | 1 | 1 | 24 | 7  | +17 |
| 2.° | Cumandá         | 19  | 8  | 6 | 1 | 1 | 15 | 6  | +9  |
| 3.° | New Star        | 13  | 8  | 4 | 1 | 3 | 13 | 12 | +1  |
| 4.° | Abuelos F. C.   | 6   | 8  | 2 | 0 | 6 | 6  | 19 | -13 |
| 5.° | Chicos Malos    | 1   | 8  | 0 | 1 | 7 | 3  | 17 | -14 |

#### Grupo B
| Pos | Equipo             | Pts | PJ | G | E | P | GF | GC | Dif |
| --- | ------------------ | --- | -- | - | - | - | -- | -- | --- |
| 1.° | Anaconda F. C.     | 21  | 8  | 7 | 0 | 1 | 24 | 7  | +17 |
| 2.° | Deportivo Sucúa    | 12  | 8  | 5 | 0 | 3 | 27 | 9  | +18 |
| 3.° | Deportivo Oriental | 9   | 8  | 3 | 0 | 5 | 15 | 21 | -6  |
| 4.° | Deportivo Puyo     | 7   | 8  | 2 | 1 | 5 | 11 | 25 | -14 |
| 5.° | Malta Shungo       | 4   | 8  | 1 | 1 | 6 | 11 | 26 | -15 |

|  | Clasificado a los hexagonales finales                       |
|  | Clasificado a los hexagonales finales (4 mejores segundos). |

### Evolución de la clasificación

#### Grupo A
| Equipo / Jornada | 01 | 02 | 03 | 04 | 05 | 06 | 07 | 08 | 09 | 10 |
| ---------------- | -- | -- | -- | -- | -- | -- | -- | -- | -- | -- |
| Municipal Sucúa  | 1  | 1  | 1  | 1  | 1  | 2  | 2  | 2  | 2  | 1  |
| Cumandá          | 4  | 2  | 2  | 2  | 2  | 1  | 1  | 1  | 1  | 2  |
| New Star         | 3  | 3  | 3  | 4  | 4  | 3  | 3  | 3  | 3  | 3  |
| Abuelos F. C.    | 2  | 4  | 4  | 3  | 3  | 4  | 4  | 4  | 4  | 4  |
| Chicos Malos     | 5  | 5  | 5  | 5  | 5  | 5  | 5  | 5  | 5  | 5  |

#### Grupo B
| Equipo / Jornada   | 01 | 02 | 03 | 04 | 05 | 06 | 07 | 08 | 09 | 10 |
| ------------------ | -- | -- | -- | -- | -- | -- | -- | -- | -- | -- |
| Anaconda F. C.     | 1  | 1  | 1  | 2  | 1  | 1  | 1  | 1  | 1  | 1  |
| Deportivo Sucúa    | 3  | 4  | 2  | 1  | 2  | 2  | 2  | 2  | 2  | 2  |
| Deportivo Oriental | 4  | 2  | 4  | 4  | 3  | 3  | 3  | 3  | 3  | 3  |
| Deportivo Puyo     | 2  | 3  | 3  | 3  | 4  | 4  | 5  | 4  | 5  | 4  |
| Malta Shungo       | 5  | 5  | 5  | 5  | 5  | 5  | 4  | 5  | 4  | 5  |

### Resultados
|  | Chicos Malos   | 1 - 4           | Municipal Sucúa    |                 | Carlos Vernaza      | Lago Agrio            | 4 de agosto     | 15:00           |
|  | Abuelos        | 0 - 4           | New Star           |                 | Joya de los Sachas  | La Joya de los Sachas | 2 de octubre    | 15:00           |
|  | Libre:         | Cumandá         | Cumandá            | Cumandá         | Cumandá             | Cumandá               | Cumandá         | Cumandá         |
|  | Malta Shungo   | 0 - 3           | Anaconda           |                 | Eddy Coello         | Sucúa                 | 3 de agosto     | 15:00           |
|  | Deportivo Puyo | 3 - 1           | Deportivo Oriental |                 | Victor Hugo Georgis | Puyo                  | 3 de agosto     | 16:00           |
|  | Libre:         | Deportivo Sucúa | Deportivo Sucúa    | Deportivo Sucúa | Deportivo Sucúa     | Deportivo Sucúa       | Deportivo Sucúa | Deportivo Sucúa |

|  | Municipal Sucúa    | 2 - 0    | Abuelos        |          | Eddy Coello         | Sucúa      | 10 de agosto | 15:00    |
|  | Cumandá            | 1 - 0    | Chicos Malos   |          | Victor Hugo Georgis | Puyo       | 10 de agosto | 16:00    |
|  | Libre:             | New Star |                |          |                     |            |              |          |
|  | Deportivo Sucúa    | 2 - 1    | Deportivo Puyo |          | Eddy Coello         | Sucúa      | 11 de agosto | 15:00    |
|  | Deportivo Oriental | 5 - 2    | Malta Shungo   |          | Carlos Vernaza      | Lago Agrio | 11 de agosto | 15:00    |
|  | Libre:             | Anaconda | Anaconda       | Anaconda | Anaconda            | Anaconda   | Anaconda     | Anaconda |

|  | Abuelos      | 1 - 3          | Cumandá            |                | Joya de los Sachas | La Joya de los Sachas | 17 de agosto   | 15:00          |
|  | New Star     | 2 - 5          | Municipal Sucúa    |                | Leonardo Palacios  | Tena                  | 17 de agosto   | 18:30          |
|  | Libre:       | Chicos Malos   | Chicos Malos       | Chicos Malos   | Chicos Malos       | Chicos Malos          | Chicos Malos   | Chicos Malos   |
|  | Anaconda     | 3 - 1          | Deportivo Oriental |                | Joya de los Sachas | La Joya de los Sachas | 18 de agosto   | 14:00          |
|  | Malta Shungo | 0 - 2          | Deportivo Sucúa    |                | Leonardo Palacios  | Tena                  | 18 de agosto   | 18:30          |
|  | Libre:       | Deportivo Puyo | Deportivo Puyo     | Deportivo Puyo | Deportivo Puyo     | Deportivo Puyo        | Deportivo Puyo | Deportivo Puyo |

|  | Cumandá         | 2 - 1              | New Star           |                    | Victor Hugo Georgis | Puyo               | 25 de agosto       | 14:00              |
|  | Chicos Malos    | 1 - 2              | Abuelos            |                    | Carlos Vernaza      | Lago Agrio         | 25 de agosto       | 15:00              |
|  | Libre:          | Municipal Sucúa    | Municipal Sucúa    | Municipal Sucúa    | Municipal Sucúa     | Municipal Sucúa    | Municipal Sucúa    | Municipal Sucúa    |
|  | Deportivo Sucúa | 3 - 1              | Anaconda           |                    | Eddy Coello         | Sucúa              | 24 de agosto       | 15:00              |
|  | Deportivo Puyo  | 0 - 0              | Malta Shungo       |                    | Victor Hugo Georgis | Puyo               | 25 de agosto       | 16:00              |
|  | Libre:          | Deportivo Oriental | Deportivo Oriental | Deportivo Oriental | Deportivo Oriental  | Deportivo Oriental | Deportivo Oriental | Deportivo Oriental |

|  | Municipal Sucúa    | 1 - 1        | Cumandá         |              | Eddy Coello        | Sucúa                 | 31 de agosto    | 15:00        |
|  | New Star           | 0 - 0        | Chicos Malos    |              | Leonardo Palacios  | Tena                  | 31 de agosto    | 18:30        |
|  | Libre:             | Abuelos      | Abuelos         | Abuelos      | Abuelos            | Abuelos               | Abuelos         | Abuelos      |
|  | Deportivo Oriental | 4 - 3        | Deportivo Sucúa |              | Carlos Vernaza     | Lago Agrio            | 1 de septiembre | 15:00        |
|  | Anaconda           | 3 - 0        | Deportivo Puyo  |              | Joya de los Sachas | La Joya de los Sachas | 1 de septiembre | 15:00        |
|  | Libre:             | Malta Shungo | Malta Shungo    | Malta Shungo | Malta Shungo       | Malta Shungo          | Malta Shungo    | Malta Shungo |

|  | Cumandá         | 2 - 1        | Municipal Sucúa    |              | Victor Hugo Georgis | Puyo         | 7 de septiembre | 10:00        |
|  | Chicos Malos    | 0 - 1        | New Star           |              | Carlos Vernaza      | Lago Agrio   | 8 de septiembre | 15:00        |
|  | Libre:          | Abuelos      | Abuelos            | Abuelos      | Abuelos             | Abuelos      | Abuelos         | Abuelos      |
|  | Deportivo Puyo  | 2 - 3        | Anaconda           |              | Victor Hugo Georgis | Puyo         | 7 de septiembre | 12:00        |
|  | Deportivo Sucúa | 2 - 0        | Deportivo Oriental |              | Eddy Coello         | Sucúa        | 7 de septiembre | 15:00        |
|  | Libre:          | Malta Shungo | Malta Shungo       | Malta Shungo | Malta Shungo        | Malta Shungo | Malta Shungo    | Malta Shungo |

|  | Abuelos      | 3 - 0              | Chicos Malos       |                    | Joya de los Sachas | La Joya de los Sachas | 14 de septiembre   | 15:00              |
|  | New Star     | 1 - 0              | Cumandá            |                    | Leonardo Palacios  | Tena                  | 14 de septiembre   | 16:00              |
|  | Libre:       | Municipal Sucúa    | Municipal Sucúa    | Municipal Sucúa    | Municipal Sucúa    | Municipal Sucúa       | Municipal Sucúa    | Municipal Sucúa    |
|  | Malta Shungo | 6 - 2              | Deportivo Puyo     |                    | Leonardo Palacios  | Tena                  | 14 de septiembre   | 18:00              |
|  | Anaconda     | 2 - 0              | Deportivo Sucúa    |                    | Joya de los Sachas | La Joya de los Sachas | 15 de septiembre   | 15:00              |
|  | Libre:       | Deportivo Oriental | Deportivo Oriental | Deportivo Oriental | Deportivo Oriental | Deportivo Oriental    | Deportivo Oriental | Deportivo Oriental |

|  | Cumandá            | 3 - 0          | Abuelos        |                | Victor Hugo Georgis | Puyo           | 21 de septiembre | 12:00          |
|  | Municipal Sucúa    | 5 - 1          | New Star       |                | Eddy Coello         | Sucúa          | 21 de septiembre | 16:00          |
|  | Libre:             | Chicos Malos   | Chicos Malos   | Chicos Malos   | Chicos Malos        | Chicos Malos   | Chicos Malos     | Chicos Malos   |
|  | Deportivo Sucúa    | 5 - 1          | Malta Shungo   |                | Eddy Coello         | Sucúa          | 21 de septiembre | 13:45          |
|  | Deportivo Oriental | 1 - 3          | Anaconda       |                | Carlos Vernaza      | Lago Agrio     | 22 de septiembre | 15:00          |
|  | Libre:             | Deportivo Puyo | Deportivo Puyo | Deportivo Puyo | Deportivo Puyo      | Deportivo Puyo | Deportivo Puyo   | Deportivo Puyo |

|  | Abuelos        | 0 - 3    | Municipal Sucúa    |          | Joya de los Sachas  | La Joya de los Sachas | 29 de septiembre | 15:00    |
|  | Chicos Malos   | 1 - 3    | Cumandá            |          | Carlos Vernaza      | Lago Agrio            | 29 de septiembre | 15:00    |
|  | Libre:         | New Star | New Star           | New Star | New Star            | New Star              | New Star         | New Star |
|  | Deportivo Puyo | 0 - 10   | Deportivo Sucúa    |          | Victor Hugo Georgis | Puyo                  | 28 de septiembre | 15:00    |
|  | Malta Shungo   | 2 - 3    | Deportivo Oriental |          | Leonardo Palacios   | Tena                  | 29 de septiembre | 12:00    |
|  | Libre:         | Anaconda | Anaconda           | Anaconda | Anaconda            | Anaconda              | Anaconda         | Anaconda |

|  | Municipal Sucúa    | 3 - 0           | Chicos Malos    |                 | Eddy Coello        | Sucúa                 | 5 de octubre    | 15:00           |
|  | New Star           | 3 - 0           | Abuelos         |                 | Leonardo Palacios  | Tena                  | 5 de octubre    | 15:00           |
|  | Libre:             | Cumandá         | Cumandá         | Cumandá         | Cumandá            | Cumandá               | Cumandá         | Cumandá         |
|  | Anaconda           | 6 - 0           | Malta Shungo    |                 | Joya de los Sachas | La Joya de los Sachas | 5 de octubre    | 15:00           |
|  | Deportivo Oriental | 0 - 3           | Deportivo Puyo  |                 | Carlos Vernaza     | Lago Agrio            | 5 de octubre    | 15:00           |
|  | Libre:             | Deportivo Sucúa | Deportivo Sucúa | Deportivo Sucúa | Deportivo Sucúa    | Deportivo Sucúa       | Deportivo Sucúa | Deportivo Sucúa |

## Zona 3
Los equipos de Azuay, Loja, Cañar, El Oro y Guayas.

### Clasificación

#### Grupo A
| Pos | Equipo                 | Pts | PJ | G | E | P | GF | GC | Dif |
| --- | ---------------------- | --- | -- | - | - | - | -- | -- | --- |
| 1.° | Fuerza Amarilla        | 19  | 8  | 6 | 1 | 1 | 20 | 5  | +15 |
| 2.° | Academia Alfaro Moreno | 14  | 8  | 4 | 2 | 2 | 17 | 6  | +11 |
| 3.° | Estrella Roja          | 13  | 8  | 4 | 1 | 3 | 9  | 5  | +4  |
| 4.° | Cañar F. C.            | 11  | 8  | 3 | 2 | 3 | 11 | 11 | 0   |
| 5.° | Ciudad de Loja         | 0   | 8  | 0 | 0 | 8 | 4  | 34 | -30 |

#### Grupo B
| Pos | Equipo               | Pts | PJ | G | E | P | GF | GC | Dif |
| --- | -------------------- | --- | -- | - | - | - | -- | -- | --- |
| 1.° | Orense               | 17  | 8  | 5 | 2 | 1 | 13 | 5  | +8  |
| 2.° | C. S. Patria         | 17  | 8  | 5 | 2 | 1 | 11 | 4  | +7  |
| 3.° | Ciudadelas del Norte | 11  | 8  | 3 | 2 | 3 | 10 | 8  | +2  |
| 4.° | Italia F. C.         | 8   | 8  | 2 | 2 | 4 | 6  | 8  | -2  |
| 5.° | Tecni Club           | 3   | 8  | 1 | 0 | 7 | 4  | 19 | -15 |

|  | Clasificado a los hexagonales finales                       |
|  | Clasificado a los hexagonales finales (4 mejores segundos). |

### Evolución de la clasificación

#### Grupo A
| Equipo / Jornada       | 01 | 02 | 03 | 04 | 05 | 06 | 07 | 08 | 09 | 10 |
| ---------------------- | -- | -- | -- | -- | -- | -- | -- | -- | -- | -- |
| Fuerza Amarilla        | 1  | 1  | 1  | 2  | 1  | 1  | 1  | 1  | 1  | 1  |
| Academia Alfaro Moreno | 2  | 3  | 4  | 3  | 2  | 2  | 2  | 3  | 2  | 2  |
| Estrella Roja          | 5  | 2  | 3  | 4  | 4  | 4  | 4  | 4  | 4  | 3  |
| Cañar F. C.            | 3  | 4  | 2  | 1  | 3  | 3  | 3  | 2  | 3  | 4  |
| Ciudad de Loja         | 4  | 5  | 5  | 5  | 5  | 5  | 5  | 5  | 5  | 5  |

#### Grupo B
| Equipo / Jornada     | 01 | 02 | 03 | 04 | 05 | 06 | 07 | 08 | 09 | 10 |
| -------------------- | -- | -- | -- | -- | -- | -- | -- | -- | -- | -- |
| Orense               | 2  | 1  | 1  | 2  | 2  | 2  | 2  | 3  | 2  | 1  |
| C. S. Patria         | 1  | 2  | 2  | 1  | 1  | 1  | 1  | 1  | 1  | 2  |
| Ciudadelas del Norte | 5  | 4  | 4  | 3  | 3  | 4  | 3  | 2  | 3  | 3  |
| Italia F. C.         | 3  | 3  | 3  | 4  | 4  | 3  | 4  | 4  | 4  | 4  |
| Tecni Club           | 4  | 5  | 5  | 5  | 5  | 5  | 5  | 5  | 5  | 5  |

### Resultados
|  | Estrella Roja | 0 - 1          | Fuerza Amarilla        |                | Alejandro Serrano Aguilar | Cuenca         | 3 de agosto    | 12:00          |
|  | Cañar         | 0 - 0          | Academia Alfaro Moreno |                | San Juan                  | Pueblo Viejo   | 3 de agosto    | 13:00          |
|  | Libre:        | Ciudad de Loja | Ciudad de Loja         | Ciudad de Loja | Ciudad de Loja            | Ciudad de Loja | Ciudad de Loja | Ciudad de Loja |
|  | Orense        | 1 - 0          | Tecni Club             |                | 9 de Mayo                 | Machala        | 2 de agosto    | 20:00          |
|  | Patria        | 4 - 2          | Ciudadelas del Norte   |                | Arenas de Samborondón     | Samborondón    | 3 de agosto    | 16:00          |
|  | Libre:        | Italia         | Italia                 | Italia         | Italia                    | Italia         | Italia         | Italia         |

|  | Fuerza Amarilla      | 2 - 0                  | Cañar                  |                        | 9 de Mayo                 | Machala                | 9 de agosto            | 20:00                  |
|  | Ciudad de Loja       | 1 - 3                  | Estrella Roja          |                        | Reina del Cisne           | Loja                   | 10 de agosto           | 10:00                  |
|  | Libre:               | Academia Alfaro Moreno | Academia Alfaro Moreno | Academia Alfaro Moreno | Academia Alfaro Moreno    | Academia Alfaro Moreno | Academia Alfaro Moreno | Academia Alfaro Moreno |
|  | Tecni Club           | 1 - 2                  | Italia                 |                        | Alejandro Serrano Aguilar | Cuenca                 | 10 de agosto           | 13:00                  |
|  | Ciudadelas del Norte | 1 - 1                  | Orense                 |                        | San Juan                  | Pueblo Viejo           | 10 de agosto           | 15:00                  |
|  | Libre:               | Patria                 | Patria                 | Patria                 | Patria                    | Patria                 | Patria                 | Patria                 |

|  | Cañar                  | 4 - 0         | Ciudad de Loja       |               | San Juan              | Pueblo Viejo  | 17 de agosto     | 13:30         |
|  | Academia Alfaro Moreno | 0 - 0         | Fuerza Amarilla      |               | Alejandro Ponce Noboa | Guayaquil     | 18 de agosto     | 12:00         |
|  | Libre:                 | Estrella Roja | Estrella Roja        | Estrella Roja | Estrella Roja         | Estrella Roja | Estrella Roja    | Estrella Roja |
|  | Orense                 | 0 - 0         | Patria               |               | 9 de Mayo             | Machala       | 16 de agosto     | 20:15         |
|  | Italia                 | 0 - 0         | Ciudadelas del Norte |               | Cazadores de los Ríos | Loja          | 25 de septiembre | 11:00         |
|  | Libre:                 | Tecni Club    | Tecni Club           | Tecni Club    | Tecni Club            | Tecni Club    | Tecni Club       | Tecni Club    |

|  | Ciudad de Loja       | 1 - 2           | Academia Alfaro Moreno |                 | Reina del Cisne           | Loja            | 24 de agosto    | 11:00           |
|  | Estrella Roja        | 0 - 1           | Cañar                  |                 | Alejandro Serrano Aguilar | Cuenca          | 24 de agosto    | 12:00           |
|  | Libre:               | Fuerza Amarilla | Fuerza Amarilla        | Fuerza Amarilla | Fuerza Amarilla           | Fuerza Amarilla | Fuerza Amarilla | Fuerza Amarilla |
|  | Ciudadelas del Norte | 5 - 1           | Tecni Club             |                 | San Juan                  | Pueblo Viejo    | 24 de agosto    | 15:00           |
|  | Patria               | 0 - 0           | Italia                 |                 | Arenas de Samborondón     | Samborondón     | 24 de agosto    | 16:00           |
|  | Libre:               | Orense          | Orense                 | Orense          | Orense                    | Orense          | Orense          | Orense          |

|  | Fuerza Amarilla        | 5 - 0                | Ciudad de Loja       |                      | 9 de Mayo             | Machala              | 30 de agosto         | 20:00                |
|  | Academia Alfaro Moreno | 2 - 1                | Estrella Roja        |                      | Alejandro Ponce Noboa | Guayaquil            | 1 de septiembre      | 12:00                |
|  | Libre:                 | Cañar                | Cañar                | Cañar                | Cañar                 | Cañar                | Cañar                | Cañar                |
|  | Italia                 | 1 - 2                | Orense               |                      | Cazadores de los Ríos | Loja                 | 31 de agosto         | 12:00                |
|  | Tecni Club             | 0 - 2                | Patria               |                      | UPS                   | Cuenca               | 31 de agosto         | 13:00                |
|  | Libre:                 | Ciudadelas del Norte | Ciudadelas del Norte | Ciudadelas del Norte | Ciudadelas del Norte  | Ciudadelas del Norte | Ciudadelas del Norte | Ciudadelas del Norte |

|  | Estrella Roja  | 1 - 0                | Academia Alfaro Moreno |                      | Alejandro Serrano Aguilar | Cuenca               | 7 de septiembre      | 12:00                |
|  | Ciudad de Loja | 1 - 6                | Fuerza Amarilla        |                      | Cazadores de los Ríos     | Loja                 | 8 de septiembre      | 12:00                |
|  | Libre:         | Cañar                | Cañar                  | Cañar                | Cañar                     | Cañar                | Cañar                | Cañar                |
|  | Orense         | 1 - 2                | Italia                 |                      | 9 de Mayo                 | Machala              | 6 de septiembre      | 20:15                |
|  | Patria         | 2 - 0                | Tecni Club             |                      | Arenas de Samborondón     | Samborondón          | 7 de septiembre      | 16:00                |
|  | Libre:         | Ciudadelas del Norte | Ciudadelas del Norte   | Ciudadelas del Norte | Ciudadelas del Norte      | Ciudadelas del Norte | Ciudadelas del Norte | Ciudadelas del Norte |

|  | Cañar                  | 0 - 0           | Estrella Roja        |                 | San Juan                  | Pueblo Viejo    | 14 de septiembre | 14:30           |
|  | Academia Alfaro Moreno | 7 - 1           | Ciudad de Loja       |                 | Alejandro Ponce Noboa     | Guayaquil       | 15 de septiembre | 12:00           |
|  | Libre:                 | Fuerza Amarilla | Fuerza Amarilla      | Fuerza Amarilla | Fuerza Amarilla           | Fuerza Amarilla | Fuerza Amarilla  | Fuerza Amarilla |
|  | Tecni Club             | 0 - 1           | Ciudadelas del Norte |                 | Alejandro Serrano Aguilar | Cuenca          | 14 de septiembre | 12:00           |
|  | Italia                 | 0 - 1           | Patria               |                 | Cazadores de los Ríos     | Loja            | 15 de septiembre | 12:00           |
|  | Libre:                 | Orense          | Orense               | Orense          | Orense                    | Orense          | Orense           | Orense          |

|  | Fuerza Amarilla      | 2 - 1         | Academia Alfaro Moreno |               | 9 de Mayo             | Machala       | 20 de septiembre | 20:00         |
|  | Ciudad de Loja       | 0 - 4         | Cañar                  |               | Cazadores de los Ríos | Loja          | 22 de septiembre | 09:00         |
|  | Libre:               | Estrella Roja | Estrella Roja          | Estrella Roja | Estrella Roja         | Estrella Roja | Estrella Roja    | Estrella Roja |
|  | Patria               | 1 - 2         | Orense                 |               | Arenas de Samborondón | Samborondón   | 21 de septiembre | 16:00         |
|  | Ciudadelas del Norte | 1 - 0         | Italia                 |               | San Juan              | Pueblo Viejo  | 22 de septiembre | 14:00         |
|  | Libre:               | Tecni Club    | Tecni Club             | Tecni Club    | Tecni Club            | Tecni Club    | Tecni Club       | Tecni Club    |

|  | Estrella Roja | 3 - 0                  | Ciudad de Loja         |                        | Alejandro Serrano Aguilar | Cuenca                 | 27 de septiembre       | 16:00                  |
|  | Cañar         | 2 - 4                  | Fuerza Amarilla        |                        | San Juan                  | Pueblo Viejo           | 28 de septiembre       | 14:00                  |
|  | Libre:        | Academia Alfaro Moreno | Academia Alfaro Moreno | Academia Alfaro Moreno | Academia Alfaro Moreno    | Academia Alfaro Moreno | Academia Alfaro Moreno | Academia Alfaro Moreno |
|  | Orense        | 1 - 0                  | Ciudadelas del Norte   |                        | 9 de Mayo                 | Machala                | 28 de septiembre       | 20:00                  |
|  | Italia        | 1 - 2                  | Tecni Club             |                        | Cazadores de los Ríos     | Loja                   | 29 de septiembre       | 11:00                  |
|  | Libre:        | Patria                 | Patria                 | Patria                 | Patria                    | Patria                 | Patria                 | Patria                 |

|  | Fuerza Amarilla        | 0 - 1          | Estrella Roja  |                | 9 de Mayo                 | Machala        | 5 de octubre   | 15:00          |
|  | Academia Alfaro Moreno | 5 - 0          | Cañar          |                | Alejandro Ponce Noboa     | Guayaquil      | 5 de octubre   | 15:00          |
|  | Libre:                 | Ciudad de Loja | Ciudad de Loja | Ciudad de Loja | Ciudad de Loja            | Ciudad de Loja | Ciudad de Loja | Ciudad de Loja |
|  | Ciudadelas del Norte   | 0 - 1          | Patria         |                | San Juan                  | Pueblo Viejo   | 5 de octubre   | 15:00          |
|  | Tecni Club             | 0 - 5          | Orense         |                | Alejandro Serrano Aguilar | Cuenca         | 5 de octubre   | 15:00          |
|  | Libre:                 | Italia         | Italia         | Italia         | Italia                    | Italia         | Italia         | Italia         |

## Zona 4
Los equipos de Esmeraldas, Manabí, Santo Domingo de los Tsáchilas, Los Ríos y Santa Elena.

### Clasificación

#### Grupo A
| Pos | Equipo              | Pts | PJ | G | E | P | GF | GC | Dif |
| --- | ------------------- | --- | -- | - | - | - | -- | -- | --- |
| 1.° | Rocafuerte          | 18  | 8  | 5 | 3 | 0 | 17 | 5  | +12 |
| 2.° | Delfín S. C.        | 17  | 8  | 5 | 2 | 1 | 22 | 5  | +17 |
| 3.° | Santa Rita          | 13  | 8  | 4 | 1 | 3 | 18 | 8  | +10 |
| 4.° | Colorados Jaipadida | 7   | 8  | 2 | 1 | 5 | 10 | 14 | -4  |
| 5.° | Carlos Borbor Reyes | 1   | 8  | 0 | 1 | 7 | 6  | 41 | -35 |

#### Grupo B
| Pos | Equipo             | Pts | PJ | G | E | P | GF | GC | Dif |
| --- | ------------------ | --- | -- | - | - | - | -- | -- | --- |
| 1.° | Liga de Portoviejo | 21  | 8  | 7 | 0 | 1 | 24 | 5  | +19 |
| 2.° | Águilas            | 16  | 8  | 5 | 1 | 2 | 13 | 7  | +6  |
| 3.° | Vargas Torres      | 13  | 8  | 4 | 1 | 3 | 9  | 3  | +6  |
| 4.° | Venecia            | 4   | 8  | 1 | 1 | 6 | 8  | 18 | -10 |
| 5.° | Duros del Balón    | 4   | 8  | 1 | 1 | 6 | 4  | 25 | -21 |

|  | Clasificado a los hexagonales finales.                      |
|  | Clasificado a los hexagonales finales (4 mejores segundos). |

### Evolución de la clasificación

#### Grupo A
| Equipo / Jornada    | 01 | 02 | 03 | 04 | 05 | 06 | 07 | 08 | 09 | 10 |
| ------------------- | -- | -- | -- | -- | -- | -- | -- | -- | -- | -- |
| Rocafuerte          | 2  | 2  | 1  | 1  | 1  | 3  | 1  | 1  | 1  | 1  |
| Delfín S. C.        | 4  | 3  | 3  | 3  | 2  | 1  | 2  | 2  | 2  | 2  |
| Santa Rita          | 1  | 1  | 2  | 2  | 3  | 2  | 3  | 3  | 3  | 3  |
| Colorados Jaipadida | 5  | 4  | 4  | 4  | 4  | 4  | 4  | 4  | 4  | 4  |
| Carlos Borbor Reyes | 3  | 5  | 5  | 5  | 5  | 5  | 5  | 5  | 5  | 5  |

#### Grupo B
| Equipo / Jornada   | 01 | 02 | 03 | 04 | 05 | 06 | 07 | 08 | 09 | 10 |
| ------------------ | -- | -- | -- | -- | -- | -- | -- | -- | -- | -- |
| Liga de Portoviejo | 1  | 3  | 1  | 2  | 1  | 1  | 2  | 1  | 1  | 1  |
| Águilas            | 2  | 4  | 5  | 3  | 3  | 2  | 1  | 3  | 3  | 2  |
| Vargas Torres      | 3  | 1  | 2  | 1  | 2  | 3  | 3  | 2  | 2  | 3  |
| Venecia            | 5  | 2  | 3  | 4  | 4  | 4  | 4  | 4  | 4  | 4  |
| Duros del Balón    | 4  | 5  | 4  | 5  | 5  | 5  | 5  | 5  | 5  | 5  |

### Resultados
|  | Santa Rita          | 2 - 1               | Delfín              |                     | Rafael Vera Yépez        | Babahoyo            | 3 de agosto         | 15:00               |
|  | Colorados Jaipadida | 0 - 1               | Rocafuerte          |                     | Olímpico (Santo Domingo) | Santo Domingo       | 4 de agosto         | 16:00               |
|  | Libre:              | Carlos Borbor Reyes | Carlos Borbor Reyes | Carlos Borbor Reyes | Carlos Borbor Reyes      | Carlos Borbor Reyes | Carlos Borbor Reyes | Carlos Borbor Reyes |
|  | Vargas Torres       | 0 - 0               | Águilas             |                     | Folke Anderson           | Esmeraldas          | 3 de agosto         | 12:30               |
|  | Liga de Portoviejo  | 2 - 0               | Venecia             |                     | Reales Tamarindos        | Portoviejo          | 3 de agosto         | 20:00               |
|  | Libre:              | Duros del Balón     | Duros del Balón     | Duros del Balón     | Duros del Balón          | Duros del Balón     | Duros del Balón     | Duros del Balón     |

|  | Delfín          | 1 - 1               | Rocafuerte          |                     | Jocay               | Manta               | 9 de agosto         | 19:30               |
|  | Santa Rita      | 3 - 1               | Carlos Borbor Reyes |                     | Rafael Vera Yépez   | Babahoyo            | 10 de agosto        | 16:00               |
|  | Libre:          | Colorados Jaipadida | Colorados Jaipadida | Colorados Jaipadida | Colorados Jaipadida | Colorados Jaipadida | Colorados Jaipadida | Colorados Jaipadida |
|  | Vargas Torres   | 1 - 0               | Liga de Portoviejo  |                     | Folke Anderson      | Esmeraldas          | 10 de agosto        | 13:00               |
|  | Duros del Balón | 0 - 3               | Venecia             |                     | El Dorado           | Salinas             | 10 de agosto        | 15:00               |
|  | Libre:          | Águilas             | Águilas             | Águilas             | Águilas             | Águilas             | Águilas             | Águilas             |

|  | Rocafuerte      | 5 - 2      | Carlos Borbor Reyes |            | Folke Anderson           | Esmeraldas    | 17 de agosto | 13:00      |
|  | Delfín          | 2 - 0      | Colorados Jaipadida |            | Jocay                    | Manta         | 17 de agosto | 16:15      |
|  | Libre:          | Santa Rita | Santa Rita          | Santa Rita | Santa Rita               | Santa Rita    | Santa Rita   | Santa Rita |
|  | Duros del Balón | 1 - 0      | Vargas Torres       |            | El Dorado                | Salinas       | 17 de agosto | 15:00      |
|  | Águilas         | 0 - 4      | Liga de Portoviejo  |            | Olímpico (Santo Domingo) | Santo Domingo | 18 de agosto | 15:00      |
|  | Libre:          | Venecia    | Venecia             | Venecia    | Venecia                  | Venecia       | Venecia      | Venecia    |

|  | Rocafuerte          | 0 - 0              | Santa Rita          |                    | Folke Anderson           | Esmeraldas         | 24 de agosto       | 13:00              |
|  | Carlos Borbor Reyes | 2 - 2              | Colorados Jaipadida |                    | El Dorado                | Salinas            | 24 de agosto       | 16:00              |
|  | Libre:              | Delfín             | Delfín              | Delfín             | Delfín                   | Delfín             | Delfín             | Delfín             |
|  | Águilas             | 4 - 0              | Duros del Balón     |                    | Olímpico (Santo Domingo) | Santo Domingo      | 24 de agosto       | 15:00              |
|  | Venecia             | 0 - 2              | Vargas Torres       |                    | Rafael Vera Yépez        | Babahoyo           | 24 de agosto       | 16:00              |
|  | Libre:              | Liga de Portoviejo | Liga de Portoviejo  | Liga de Portoviejo | Liga de Portoviejo       | Liga de Portoviejo | Liga de Portoviejo | Liga de Portoviejo |

|  | Carlos Borbor Reyes | 1 - 3         | Delfín          |               | El Dorado                | Salinas       | 30 de agosto    | 16:00         |
|  | Colorados Jaipadida | 2 - 1         | Santa Rita      |               | Olímpico (Santo Domingo) | Santo Domingo | 1 de septiembre | 15:00         |
|  | Libre:              | Rocafuerte    | Rocafuerte      | Rocafuerte    | Rocafuerte               | Rocafuerte    | Rocafuerte      | Rocafuerte    |
|  | Venecia             | 1 - 2         | Águilas         |               | Rafael Vera Yépez        | Babahoyo      | 31 de agosto    | 16:00         |
|  | Liga de Portoviejo  | 4 - 0         | Duros del Balón |               | Reales Tamarindos        | Portoviejo    | 31 de agosto    | 20:00         |
|  | Libre:              | Vargas Torres | Vargas Torres   | Vargas Torres | Vargas Torres            | Vargas Torres | Vargas Torres   | Vargas Torres |

|  | Santa Rita      | 3 - 1         | Colorados Jaipadida |               | 14 de Junio              | Vinces        | 7 de septiembre | 16:00         |
|  | Delfín          | 11 - 0        | Carlos Borbor Reyes |               | Jocay                    | Manta         | 8 de septiembre | 12:00         |
|  | Libre:          | Rocafuerte    | Rocafuerte          | Rocafuerte    | Rocafuerte               | Rocafuerte    | Rocafuerte      | Rocafuerte    |
|  | Águilas         | 3 - 0         | Venecia             |               | Olímpico (Santo Domingo) | Santo Domingo | 8 de septiembre | 15:00         |
|  | Duros del Balón | 1 - 5         | Liga de Portoviejo  |               | El Dorado                | Salinas       | 8 de septiembre | 16:00         |
|  | Libre:          | Vargas Torres | Vargas Torres       | Vargas Torres | Vargas Torres            | Vargas Torres | Vargas Torres   | Vargas Torres |

|  | Colorados Jaipadida | 4 - 0              | Carlos Borbor Reyes |                    | Olímpico (Santo Domingo) | Santo Domingo      | 14 de septiembre   | 15:00              |
|  | Santa Rita          | 0 - 1              | Rocafuerte          |                    | 14 de Junio              | Vinces             | 14 de septiembre   | 16:00              |
|  | Libre:              | Delfín             | Delfín              | Delfín             | Delfín                   | Delfín             | Delfín             | Delfín             |
|  | Vargas Torres       | 1 - 0              | Venecia             |                    | Folke Anderson           | Esmeraldas         | 14 de septiembre   | 13:00              |
|  | Duros del Balón     | 0 - 2              | Águilas             |                    | El Dorado                | Salinas            | 14 de septiembre   | 16:00              |
|  | Libre:              | Liga de Portoviejo | Liga de Portoviejo  | Liga de Portoviejo | Liga de Portoviejo       | Liga de Portoviejo | Liga de Portoviejo | Liga de Portoviejo |

|  | Carlos Borbor Reyes | 0 - 4      | Rocafuerte      |            | El Dorado                | Salinas       | 21 de septiembre | 15:00      |
|  | Colorados Jaipadida | 0 - 1      | Delfín          |            | Olímpico (Santo Domingo) | Santo Domingo | 22 de septiembre | 15:00      |
|  | Libre:              | Santa Rita | Santa Rita      | Santa Rita | Santa Rita               | Santa Rita    | Santa Rita       | Santa Rita |
|  | Vargas Torres       | 5 - 0      | Duros del Balón |            | Folke Anderson           | Esmeraldas    | 21 de septiembre | 13:00      |
|  | Liga de Portoviejo  | 2 - 1      | Águilas         |            | Reales Tamarindos        | Portoviejo    | 21 de septiembre | 20:00      |
|  | Libre:              | Venecia    | Venecia         | Venecia    | Venecia                  | Venecia       | Venecia          | Venecia    |

|  | Rocafuerte          | 1 - 1               | Delfín              |                     | Folke Anderson      | Esmeraldas          | 28 de septiembre    | 13:00               |
|  | Carlos Borbor Reyes | 0 - 9               | Santa Rita          |                     | El Dorado           | Salinas             | 28 de septiembre    | 15:00               |
|  | Libre:              | Colorados Jaipadida | Colorados Jaipadida | Colorados Jaipadida | Colorados Jaipadida | Colorados Jaipadida | Colorados Jaipadida | Colorados Jaipadida |
|  | Venecia             | 2 - 2               | Duros del Balón     |                     | Rafael Vera Yépez   | Babahoyo            | 28 de septiembre    | 16:00               |
|  | Liga de Portoviejo  | 1 - 0               | Vargas Torres       |                     | Reales Tamarindos   | Portoviejo          | 28 de septiembre    | 20:00               |
|  | Libre:              | Águilas             | Águilas             | Águilas             | Águilas             | Águilas             | Águilas             | Águilas             |

|  | Delfín     | 2 - 0               | Santa Rita          |                     | Jocay                    | Manta               | 5 de octubre        | 15:00               |
|  | Rocafuerte | 4 - 1               | Colorados Jaipadida |                     | Folke Anderson           | Esmeraldas          | 5 de octubre        | 15:00               |
|  | Libre:     | Carlos Borbor Reyes | Carlos Borbor Reyes | Carlos Borbor Reyes | Carlos Borbor Reyes      | Carlos Borbor Reyes | Carlos Borbor Reyes | Carlos Borbor Reyes |
|  | Águilas    | 1 - 0               | Vargas Torres       |                     | Olímpico (Santo Domingo) | Santo Domingo       | 5 de octubre        | 15:00               |
|  | Venecia    | 2 - 6               | Liga de Portoviejo  |                     | Rafael Vera Yépez        | Babahoyo            | 5 de octubre        | 15:00               |
|  | Libre:     | Duros del Balón     | Duros del Balón     | Duros del Balón     | Duros del Balón          | Duros del Balón     | Duros del Balón     | Duros del Balón     |

## Promedios
| Pos | Equipo                 | PJ | G | E | P | Pts | PRO   | Dif |
| --- | ---------------------- | -- | - | - | - | --- | ----- | --- |
| 1.º | Cumandá                | 8  | 6 | 1 | 1 | 19  | 2,375 | +9  |
| 2.° | Clan Juvenil           | 10 | 7 | 1 | 2 | 22  | 2,200 | +27 |
| 3.° | Delfín S. C.           | 8  | 5 | 2 | 1 | 17  | 2,125 | +17 |
| 4.° | C. S. Patria           | 8  | 5 | 2 | 1 | 17  | 2,125 | +7  |
| 5.º | Águilas                | 8  | 5 | 1 | 2 | 16  | 2,000 | +6  |
| 6.° | Juventud Minera        | 10 | 6 | 1 | 3 | 19  | 1,900 | +9  |
| 7.° | Academia Alfaro Moreno | 8  | 4 | 2 | 2 | 14  | 1,750 | +11 |
| 8.° | Deportivo Sucúa        | 8  | 5 | 0 | 3 | 12  | 1,500 | +18 |

- Se obtiene dividiendo el número de puntos obtenidos para el número de partidos jugados.

## Equipos clasificados a la fase final (hexagonales finales)
Clasificados como primeros (Ganadores de cada grupo)
- Universidad Internacional del Ecuador Fútbol Club
- Pilahuin Tío Sporting Club
- Club Deportivo Formativo Municipal Sucúa
- Anaconda Fútbol Club
- Fuerza Amarilla Sporting Club
- Orense Sporting Club
- Rocafuerte Sporting Club
- Liga Deportiva Universitaria de Portoviejo

Clasificados como segundos (4 mejores por promedio)
- Club Social, Cultural y Deportivo Cumandá
- Club Deportivo Clan Juvenil
- Delfín Sporting Club
- Club Sport Patria

## Hexagonales finales
Los equipos ganadores de cada grupo más los 4 mejores segundos por promedios.

### Clasificación

#### Grupo A
| Pos | Equipo          | Pts | PJ | G | E | P | GF | GC | Dif |
| --- | --------------- | --- | -- | - | - | - | -- | -- | --- |
| 1.º | Delfín S. C.    | 26  | 10 | 8 | 2 | 0 | 30 | 8  | +22 |
| 2.º | C. S. Patria    | 19  | 10 | 5 | 4 | 1 | 16 | 7  | +9  |
| 3.º | U.I.D.E.        | 17  | 10 | 5 | 2 | 3 | 18 | 10 | +8  |
| 4.º | Fuerza Amarilla | 15  | 10 | 5 | 0 | 5 | 15 | 15 | 0   |
| 5.º | Anaconda F. C.  | 4   | 10 | 1 | 1 | 8 | 5  | 24 | -19 |
| 6.º | Pilahuin Tío    | 4   | 10 | 1 | 1 | 8 | 5  | 25 | -20 |

#### Grupo B
| Pos | Equipo             | Pts | PJ | G | E | P | GF | GC | Dif |
| --- | ------------------ | --- | -- | - | - | - | -- | -- | --- |
| 1.º | Liga de Portoviejo | 24  | 10 | 8 | 0 | 2 | 30 | 6  | +24 |
| 2.º | Clan Juvenil       | 24  | 10 | 8 | 0 | 2 | 23 | 8  | +15 |
| 3.º | Rocafuerte         | 21  | 10 | 7 | 0 | 3 | 26 | 8  | +18 |
| 4.º | Orense             | 12  | 10 | 4 | 0 | 6 | 12 | 11 | +1  |
| 5.º | Cumandá            | 7   | 10 | 2 | 1 | 7 | 5  | 20 | -15 |
| 6.º | Municipal Sucúa    | 1   | 10 | 0 | 1 | 9 | 5  | 48 | -43 |

|  | Ascendidos a la Serie B 2014 y disputaron la final. |

### Evolución de la clasificación

#### Grupo A
| Equipo / Jornada | 01 | 02 | 03 | 04 | 05 | 06 | 07 | 08 | 09 | 10 |
| ---------------- | -- | -- | -- | -- | -- | -- | -- | -- | -- | -- |
| Delfín S. C.     | 1  | 1  | 1  | 1  | 1  | 1  | 1  | 1  | 1  | 1  |
| C. S. Patria     | 3  | 4  | 2  | 3  | 3  | 2  | 3  | 3  | 2  | 2  |
| U.I.D.E.         | 4  | 5  | 4  | 5  | 2  | 3  | 2  | 2  | 3  | 3  |
| Fuerza Amarilla  | 5  | 3  | 5  | 2  | 4  | 4  | 4  | 4  | 4  | 4  |
| Anaconda F. C.   | 6  | 6  | 6  | 6  | 6  | 6  | 6  | 6  | 6  | 5  |
| Pilahuin Tío     | 2  | 2  | 3  | 4  | 5  | 5  | 5  | 5  | 5  | 6  |

#### Grupo B
| Equipo / Jornada   | 01 | 02 | 03 | 04 | 05 | 06 | 07 | 08 | 09 | 10 |
| ------------------ | -- | -- | -- | -- | -- | -- | -- | -- | -- | -- |
| Liga de Portoviejo | 1  | 3  | 3  | 2  | 1  | 2  | 2  | 2  | 1  | 1  |
| Clan Juvenil       | 4  | 4  | 4  | 3  | 2  | 1  | 1  | 1  | 3  | 2  |
| Rocafuerte         | 2  | 2  | 1  | 4  | 4  | 3  | 3  | 3  | 2  | 3  |
| Orense             | 3  | 1  | 2  | 1  | 3  | 4  | 4  | 4  | 4  | 4  |
| Cumandá            | 6  | 6  | 6  | 6  | 6  | 5  | 5  | 5  | 5  | 5  |
| Municipal Sucúa    | 5  | 5  | 5  | 5  | 5  | 6  | 6  | 6  | 6  | 6  |

### Resultados
|  | Fuerza Amarilla    | 1 - 3 | Delfín       |  | 9 de Mayo         | Machala    | 12 de octubre | 20:00 |
|  | Liga de Portoviejo | 4 - 0 | Cumandá      |  | Reales Tamarindos | Portoviejo | 12 de octubre | 20:00 |
|  | U.I.D.E.           | 1 - 1 | Patria       |  | UIDE              | Quito      | 13 de octubre | 11:00 |
|  | Rocafuerte         | 3 - 1 | Clan Juvenil |  | Folke Anderson    | Esmeraldas | 13 de octubre | 13:00 |
|  | Municipal Sucúa    | 0 - 2 | Orense       |  | Tito Navarrete    | Macas      | 13 de octubre | 15:00 |
|  | Pilahuin Tío       | 2 - 0 | Anaconda     |  | Olímpico (Ibarra) | Ibarra     | 13 de octubre | 16:00 |

|  | Clan Juvenil    | 1 - 0 | Liga de Portoviejo |  | General Rumiñahui  | Sangolquí             | 19 de octubre | 12:00 |
|  | Rocafuerte      | 2 - 1 | Municipal Sucúa    |  | Folke Anderson     | Esmeraldas            | 19 de octubre | 13:00 |
|  | Fuerza Amarilla | 2 - 1 | Pilahuin Tío       |  | 9 de Mayo          | Machala               | 19 de octubre | 15:00 |
|  | Delfín          | 1 - 0 | U.I.D.E.           |  | Jocay              | Manta                 | 20 de octubre | 12:00 |
|  | Orense          | 4 - 0 | Cumandá            |  | 9 de Mayo          | Machala               | 20 de octubre | 15:00 |
|  | Anaconda        | 1 - 1 | Patria             |  | Joya de los Sachas | La Joya de los Sachas | 20 de octubre | 15:00 |

|  | U.I.D.E.           | 2 - 0 | Anaconda        |  | UIDE                  | Quito       | 26 de octubre | 11:00 |
|  | Patria             | 1 - 0 | Fuerza Amarilla |  | Arenas de Samborondón | Samborondón | 26 de octubre | 16:00 |
|  | Liga de Portoviejo | 3 - 2 | Orense          |  | Reales Tamarindos     | Portoviejo  | 26 de octubre | 20:00 |
|  | Pilahuin Tío       | 2 - 2 | Delfín          |  | Olímpico (Ibarra)     | Ibarra      | 27 de octubre | 11:00 |
|  | Cumandá            | 0 - 2 | Rocafuerte      |  | Victor Hugo Georgis   | Puyo        | 27 de octubre | 15:00 |
|  | Municipal Sucúa    | 2 - 5 | Clan Juvenil    |  | Eddy Coello           | Sucúa       | 28 de octubre | 11:00 |

|  | Fuerza Amarilla | 1 - 0 | Anaconda           |  | 9 de Mayo         | Machala    | 1 de noviembre | 20:00     |
|  | Rocafuerte      | 0 - 1 | Orense             |  | Folke Anderson    | Esmeraldas | 2 de noviembre | 13:00     |
|  | Clan Juvenil    | 2 - 0 | Cumandá            |  | General Rumiñahui | Sangolquí  | 2 de noviembre | 19:15     |
|  | Delfín          | 3 - 1 | Patria             |  | Jocay             | Manta      | 3 de noviembre | 12:00     |
|  | Municipal Sucúa | 1 - 2 | Liga de Portoviejo |  | Tito Navarrete    | Macas      | 3 de noviembre | 15:00     |
|  | Pilahuin Tío    | 0 - 3 | U.I.D.E.           |  | Cancelado         | Cancelado  | Cancelado      | Cancelado |

|  | U.I.D.E.           | 3 - 1 | Fuerza Amarilla |  | UIDE                | Quito                 | 8 de noviembre  | 11:30     |
|  | Orense             | 0 - 1 | Clan Juvenil    |  | 9 de Mayo           | Machala               | 9 de noviembre  | 15:00     |
|  | Liga de Portoviejo | 2 - 0 | Rocafuerte      |  | Reales Tamarindos   | Portoviejo            | 9 de noviembre  | 20:00     |
|  | Cumandá            | 1 - 1 | Municipal Sucúa |  | Victor Hugo Georgis | Puyo                  | 10 de noviembre | 15:00     |
|  | Anaconda           | 0 - 4 | Delfín          |  | Joya de los Sachas  | La Joya de los Sachas | 10 de noviembre | 15:00     |
|  | Patria             | 3 - 0 | Pilahuin Tío    |  | Cancelado           | Cancelado             | Cancelado       | Cancelado |

|  | Clan Juvenil    | 2 - 0 | Orense             |  | General Rumiñahui | Sangolquí | 16 de noviembre | 12:00     |
|  | Fuerza Amarilla | 2 - 1 | U.I.D.E.           |  | 9 de Mayo         | Machala   | 16 de noviembre | 15:00     |
|  | Delfín          | 5 - 0 | Anaconda           |  | Jocay             | Manta     | 17 de noviembre | 12:00     |
|  | Rocafuerte      | 2 - 0 | Liga de Portoviejo |  | Pascual Mina      | Quinindé  | 17 de noviembre | 12:00     |
|  | Municipal Sucúa | 0 - 1 | Cumandá            |  | Eddy Coello       | Sucúa     | 17 de noviembre | 15:00     |
|  | Pilahuin Tío    | 0 - 3 | Patria             |  | Cancelado         | Cancelado | Cancelado       | Cancelado |

|  | Cumandá            | 1 - 2  | Clan Juvenil    |  | Victor Hugo Georgis   | Puyo                  | 23 de noviembre | 10:00     |
|  | Patria             | 1 - 1  | Delfín          |  | Arenas de Samborondón | Samborondón           | 23 de noviembre | 16:00     |
|  | Liga de Portoviejo | 14 - 0 | Municipal Sucúa |  | Reales Tamarindos     | Portoviejo            | 23 de noviembre | 20:00     |
|  | Orense             | 0 - 2  | Rocafuerte      |  | 9 de Mayo             | Machala               | 24 de noviembre | 15:00     |
|  | Anaconda           | 0 - 4  | Fuerza Amarilla |  | Joya de los Sachas    | La Joya de los Sachas | 24 de noviembre | 15:00     |
|  | U.I.D.E.           | 3 - 0  | Pilahuin Tío    |  | Cancelado             | Cancelado             | Cancelado       | Cancelado |

|  | Clan Juvenil    | 6 - 0 | Municipal Sucúa    |  | General Rumiñahui  | Sangolquí             | 29 de noviembre | 12:00     |
|  | Rocafuerte      | 2 - 0 | Cumandá            |  | Folke Anderson     | Esmeraldas            | 30 de noviembre | 13:00     |
|  | Orense          | 0 - 1 | Liga de Portoviejo |  | 9 de Mayo          | Machala               | 30 de noviembre | 15:00     |
|  | Fuerza Amarilla | 1 - 2 | Patria             |  | 9 de Mayo          | Machala               | 30 de noviembre | 20:00     |
|  | Anaconda        | 1 - 2 | U.I.D.E.           |  | Joya de los Sachas | La Joya de los Sachas | 1 de diciembre  | 15:00     |
|  | Delfín          | 3 - 0 | Pilahuin Tío       |  | Cancelado          | Cancelado             | Cancelado       | Cancelado |

|  | U.I.D.E.           | 3 - 4  | Delfín          |  | UIDE                  | Quito       | 6 de diciembre | 11:30     |
|  | Municipal Sucúa    | 0 - 12 | Rocafuerte      |  | Eddy Coello           | Sucúa       | 7 de diciembre | 15:00     |
|  | Patria             | 3 - 0  | Anaconda        |  | Arenas de Samborondón | Samborondón | 7 de diciembre | 16:00     |
|  | Liga de Portoviejo | 1 - 0  | Clan Juvenil    |  | Reales Tamarindos     | Portoviejo  | 7 de diciembre | 20:00     |
|  | Cumandá            | 2 - 0  | Orense          |  | Victor Hugo Georgis   | Puyo        | 8 de diciembre | 15:00     |
|  | Pilahuin Tío       | 0 - 3  | Fuerza Amarilla |  | Cancelado             | Cancelado   | Cancelado      | Cancelado |

|  | Clan Juvenil | 3 - 1 | Rocafuerte         |  | General Rumiñahui     | Sangolquí   | 14 de diciembre | 14:00     |
|  | Cumandá      | 0 - 3 | Liga de Portoviejo |  | Victor Hugo Georgis   | Puyo        | 14 de diciembre | 14:00     |
|  | Orense       | 3 - 0 | Municipal Sucúa    |  | 9 de Mayo             | Machala     | 14 de diciembre | 15:00     |
|  | Patria       | 0 - 0 | U.I.D.E.           |  | Arenas de Samborondón | Samborondón | 14 de diciembre | 16:00     |
|  | Delfín       | 4 - 0 | Fuerza Amarilla    |  | Jocay                 | Manta       | 15 de diciembre | 12:00     |
|  | Anaconda     | 3 - 0 | Pilahuin Tío       |  | Cancelado             | Cancelado   | Cancelado       | Cancelado |

## Final
La disputaron el ganador del Grupo A, el club Delfín Sporting Club y el ganador del Grupo B, el club Liga de Portoviejo
| 18 de diciembre de 2013, 20:30 | Liga de Portoviejo | 1:2 (0:0) | Delfín S. C.     | Estadio Reales Tamarindos, Portoviejo                       |                                                             |
|                                | Morales 83'        | Reporte   | George 72' 90+3' | Asistencia: 12 000 espectadores Árbitro(s): Leonardo Cedeño | Asistencia: 12 000 espectadores Árbitro(s): Leonardo Cedeño |

| 21 de diciembre de 2013, 16:00 | Delfín S. C. | 0:0     | Liga de Portoviejo | Estadio Jocay, Manta                                   |                                                        |
|                                |              | Reporte |                    | Asistencia: 13 250 espectadores Árbitro(s): Ángel Vera | Asistencia: 13 250 espectadores Árbitro(s): Ángel Vera |

### Ida
Acta de Juego en la FEF (enlace roto disponible en Internet Archive; véase el historial, la primera versión y la última).
| 25         | POR        | Francisco Mendoza    |     |
| 13         | DEF        | Jimmy Gómez Valencia |     |
| 4          | DEF        | Kelvin Castro        |     |
| 5          | DEF        | Néxar Delgado        |     |
| 71         | DEF        | Orlin Quiñonez       |     |
| 16         | MED        | Steven Zamora        |     |
| 55         | MED        | Jackson Quiñónez     |     |
| 10         | MED        | Jonathan Conrado     | 74' |
| 7          | DEL        | Luis Macías          |     |
| 9          | DEL        | Jesús Alcívar        | 86' |
| 58         | DEL        | Gustavo Asprilla     | 69' |
| Entrenador | Entrenador | Alfredo Delgado      |     |

| 1          | POR        | Jorge Pinos        |     |
| 51         | DEF        | Ever Quiñonez      |     |
| 6          | DEF        | Duval Valverde     |     |
| 54         | DEF        | Jhorlin Moreira    |     |
| 52         | DEF        | Elias Vergara      | 32' |
| 5          | MED        | Jaime Caicedo      |     |
| 16         | MED        | Márcos Cangá       |     |
| 10         | MED        | Joffre Pachito     | 84' |
| 11         | MED        | Juan Realpe        |     |
| 9          | DEL        | Gerson de Oliveira | 62' |
| 8          | DEL        | Álex George        |     |
| Entrenador | Entrenador | Néxar Zambrano     |     |

| 52 | DEL | Wilson Morales  | 69' |
| 8  | MED | Edison Quiñónez | 74' |
| 14 | MED | Jair Cedeño     | 86' |

| 53 | DEL | Erick Torres  | 32' |
| 33 | ME  | Húgo Bedoya   | 62' |
| 2  | DEF | Jhonny Cantos | 84' |

| Anotado | 82' | Wilson Morales | 1-1 |

| Anotado | 70'   | Álex George | 0-1 |
| Anotado | 90+3' | Álex George | 1-2 |

| Amonestado | 11'   | Kelvin Castro     |
| Amonestado | 33'   | Jesús Alcívar     |
| Amonestado | 73'   | Néxar Delgado     |
| Amonestado | 90+2' | Francisco Mendoza |

| Amonestado | 14' | Jaime Caicedo |
| Amonestado | 81' | Ever Quiñonez |
| Amonestado | 85' | Juan Realpe   |

| Expulsado | 90+1' | Wilson Morales |
| Expulsado | 90+2' | Luis Macías    |

| Árbitro             | Leonardo Cedeño  |
| Árbitros asistentes | Wilson Bravo     |
| Árbitros asistentes | José Quiroz      |
| Cuarto árbitro      | Jefferson Macías |

| 25         | POR        | Francisco Mendoza    |     |
| 13         | DEF        | Jimmy Gómez Valencia |     |
| 4          | DEF        | Kelvin Castro        |     |
| 5          | DEF        | Néxar Delgado        |     |
| 71         | DEF        | Orlin Quiñonez       |     |
| 16         | MED        | Steven Zamora        |     |
| 55         | MED        | Jackson Quiñónez     |     |
| 10         | MED        | Jonathan Conrado     | 74' |
| 7          | DEL        | Luis Macías          |     |
| 9          | DEL        | Jesús Alcívar        | 86' |
| 58         | DEL        | Gustavo Asprilla     | 69' |
| Entrenador | Entrenador | Alfredo Delgado      |     |

| 1          | POR        | Jorge Pinos        |     |
| 51         | DEF        | Ever Quiñonez      |     |
| 6          | DEF        | Duval Valverde     |     |
| 54         | DEF        | Jhorlin Moreira    |     |
| 52         | DEF        | Elias Vergara      | 32' |
| 5          | MED        | Jaime Caicedo      |     |
| 16         | MED        | Márcos Cangá       |     |
| 10         | MED        | Joffre Pachito     | 84' |
| 11         | MED        | Juan Realpe        |     |
| 9          | DEL        | Gerson de Oliveira | 62' |
| 8          | DEL        | Álex George        |     |
| Entrenador | Entrenador | Néxar Zambrano     |     |

| 52 | DEL | Wilson Morales  | 69' |
| 8  | MED | Edison Quiñónez | 74' |
| 14 | MED | Jair Cedeño     | 86' |

| 53 | DEL | Erick Torres  | 32' |
| 33 | ME  | Húgo Bedoya   | 62' |
| 2  | DEF | Jhonny Cantos | 84' |

| Anotado | 82' | Wilson Morales | 1-1 |

| Anotado | 70'   | Álex George | 0-1 |
| Anotado | 90+3' | Álex George | 1-2 |

| Amonestado | 11'   | Kelvin Castro     |
| Amonestado | 33'   | Jesús Alcívar     |
| Amonestado | 73'   | Néxar Delgado     |
| Amonestado | 90+2' | Francisco Mendoza |

| Amonestado | 14' | Jaime Caicedo |
| Amonestado | 81' | Ever Quiñonez |
| Amonestado | 85' | Juan Realpe   |

| Expulsado | 90+1' | Wilson Morales |
| Expulsado | 90+2' | Luis Macías    |

| Árbitro             | Leonardo Cedeño  |
| Árbitros asistentes | Wilson Bravo     |
| Árbitros asistentes | José Quiroz      |
| Cuarto árbitro      | Jefferson Macías |

### Vuelta
Acta de Juego en la FEF (enlace roto disponible en Internet Archive; véase el historial, la primera versión y la última).
| 1          | POR        | Jorge Pinos        |     |
| 51         | DEF        | Ever Quiñonez      |     |
| 6          | DEF        | Duval Valverde     |     |
| 54         | DEF        | Jhorlin Moreira    |     |
| 11         | DEF        | Juan Realpe        |     |
| 5          | MED        | Jaime Caicedo      |     |
| 16         | MED        | Márcos Cangá       |     |
| 10         | MED        | Joffre Pachito     | 59' |
| 53         | MED        | Erick Torres       | 86' |
| 9          | DEL        | Gerson de Oliveira | 45' |
| 8          | DEL        | Álex George        |     |
| Entrenador | Entrenador | Néxar Zambrano     |     |

| 25         | POR        | Francisco Mendoza    |     |
| 13         | DEF        | Jimmy Gómez Valencia |     |
| 4          | DEF        | Kelvin Castro        |     |
| 5          | DEF        | Néxar Delgado        |     |
| 71         | DEF        | Orlin Quiñonez       |     |
| 16         | MED        | Steven Zamora        |     |
| 55         | MED        | Jackson Quiñónez     | 86' |
| 10         | MED        | Jonathan Conrado     | 78' |
| 11         | MED        | Fernando Delgado     | 59' |
| 9          | DEL        | Jesús Alcívar        |     |
| 58         | DEL        | Gustavo Asprilla     |     |
| Entrenador | Entrenador | Alfredo Delgado      |     |

| 33 | ME  | Húgo Bedoya     | 45' |
| 2  | DEF | Jhonny Cantos   | 59' |
| 52 | DEF | Diego Castañeda | 86' |

| 54 | DEL | Ronny Ross        | 59' |
| 8  | MED | Edison Quiñonez   | 78' |
| 51 | MED | Jefferson Cordova | 86' |

| Amonestado | 8'  | Jhorlin Moreira |
| Amonestado | 49' | Jaime Caicedo   |
| Amonestado | 71' | Jorge Pinos     |
| Amonestado | 82' | Erick Torres    |

| Amonestado | 25' | Gustavo Asprilla  |
| Amonestado | 39' | Jackson Quiñonez  |
| Amonestado | 84' | Francisco Mendoza |
| Amonestado | 88' | Jesús Alcívar     |

| Árbitro             | Ángel Vera     |
| Árbitros asistentes | Carlos Basurto |
| Árbitros asistentes | Nixon Olives   |
| Cuarto árbitro      | Rúben Loor     |

| 1          | POR        | Jorge Pinos        |     |
| 51         | DEF        | Ever Quiñonez      |     |
| 6          | DEF        | Duval Valverde     |     |
| 54         | DEF        | Jhorlin Moreira    |     |
| 11         | DEF        | Juan Realpe        |     |
| 5          | MED        | Jaime Caicedo      |     |
| 16         | MED        | Márcos Cangá       |     |
| 10         | MED        | Joffre Pachito     | 59' |
| 53         | MED        | Erick Torres       | 86' |
| 9          | DEL        | Gerson de Oliveira | 45' |
| 8          | DEL        | Álex George        |     |
| Entrenador | Entrenador | Néxar Zambrano     |     |

| 25         | POR        | Francisco Mendoza    |     |
| 13         | DEF        | Jimmy Gómez Valencia |     |
| 4          | DEF        | Kelvin Castro        |     |
| 5          | DEF        | Néxar Delgado        |     |
| 71         | DEF        | Orlin Quiñonez       |     |
| 16         | MED        | Steven Zamora        |     |
| 55         | MED        | Jackson Quiñónez     | 86' |
| 10         | MED        | Jonathan Conrado     | 78' |
| 11         | MED        | Fernando Delgado     | 59' |
| 9          | DEL        | Jesús Alcívar        |     |
| 58         | DEL        | Gustavo Asprilla     |     |
| Entrenador | Entrenador | Alfredo Delgado      |     |

| 33 | ME  | Húgo Bedoya     | 45' |
| 2  | DEF | Jhonny Cantos   | 59' |
| 52 | DEF | Diego Castañeda | 86' |

| 54 | DEL | Ronny Ross        | 59' |
| 8  | MED | Edison Quiñonez   | 78' |
| 51 | MED | Jefferson Cordova | 86' |

| Amonestado | 8'  | Jhorlin Moreira |
| Amonestado | 49' | Jaime Caicedo   |
| Amonestado | 71' | Jorge Pinos     |
| Amonestado | 82' | Erick Torres    |

| Amonestado | 25' | Gustavo Asprilla  |
| Amonestado | 39' | Jackson Quiñonez  |
| Amonestado | 84' | Francisco Mendoza |
| Amonestado | 88' | Jesús Alcívar     |

| Árbitro             | Ángel Vera     |
| Árbitros asistentes | Carlos Basurto |
| Árbitros asistentes | Nixon Olives   |
| Cuarto árbitro      | Rúben Loor     |

### Campeón
|                                                                               |
|                                                                               |
| Delfín Sporting Club 1.er título Ascendió a la Serie B                        |
| También ascendió Liga Deportiva Universitaria de Portoviejo como vicecampeón. |

## Goleadores
- Actualizado el 21 de diciembre de 2013.

| Jugador            | Equipo             | Goles |
| ------------------ | ------------------ | ----- |
| Nilo Valencia      | Clan Juvenil       | 25    |
| Gustavo Asprilla   | Liga de Portoviejo | 17    |
| Jorge Mendoza      | U.I.D.E.           | 16    |
| Álex George        | Delfín S. C.       | 14    |
| Cesar Barre        | Fuerza Amarilla    | 14    |
| David Ruano        | Pilahuin Tío       | 12    |
| Christian Mancilla | Teodoro Gómez      | 12    |
| David Navarrete    | Star Club          | 11    |
| Carlos Bailón      | Newell's Old Boys  | 10    |
| Marco Benavides    | 1.° de Mayo        | 10    |
| Carlos Zurita      | León Carr          | 9     |